# Флаг Тридцати трёх Ориенталес
Флаг Тридцати трёх Ориенталес (исп. Bandera de los Treinta y Tres Orientales) — один из национальных символов Уругвая.

## Описание
Флаг представляет собой прямоугольное полотнище, состоящее из трёх горизонтальных полос одинаковой ширины: верхняя полоса имеет синий цвет и символизирует величие, средняя полоса имеет белый цвет и символизирует республику, нижняя полоса имеет красный цвет и символизирует кровь тех, кто погиб за свободу и независимость. На средней полосе написано Libertad o Muerte (исп.: «Свобода или смерть!») — фраза, ставшая национальным девизом Уругвая.

## История
В 1810 году в результате Майской революции вице-королевство Рио-де-ла-Плата провозгласило независимость, став государством Соединённые провинции Южной Америки. В 1813 году на территории Восточной полосы была образована Восточная провинция с административным центром в Монтевидео. В 1817 году Восточная провинция была оккупирована Соединённым королевством Португалии, Бразилии и Алгарве. 18 июля 1821 года Восточная полоса была официально аннексирована Бразилией и получила название Сисплатина; при этом северные части Восточной полосы были присоединены к другим бразильским штатам.
После того, как бразильцы одержали победу, потерпевший поражение глава Восточной провинции Хосе Хервасио Артигас в 1820 году удалился в самоизгнание в Парагвай. Один из его бывших соратников — Хуан Антонио Лавальеха — в 1823 году прибыл в Буэнос-Айрес, и начал формировать экспедицию для изгнания бразильцев из Восточной полосы и воссоединения Восточной провинции с Соединёнными провинциями Южной Америки. Его поддержали крупные местные фермеры во главе с Хуаном Мануэлем де Росасом. 5 апреля 1825 года Лавальеха и его люди отплыли из Сан-Исидро и, проскользнув мимо бразильской флотилии, под покровом темноты в ночь на 19 апреля высадились на восточном берегу реки Уругвай на пляже Аграсиада, где водрузили свой флаг. Эта группа повстанцев вошла в историю как «Тридцать три Ориенталес» (исп. Treinta y Tres Orientales, букв. «Тридцать три из Восточной полосы»). Их деятельность привела к войне между Аргентиной и Бразилией, итогом которой стало образование независимого Уругвая. Флаг Тридцати трёх Ориенталес, наряду с Флагом Артигаса, стал одним из трёх национальных флагов нового государства.
В 1875 году флаг Тридцати трёх Ориенталес использовали повстанцы, восставшие против президента Педро Варелы, из-за чего это восстание получило название «Революция триколора».
Оригинальный флаг, хранившийся в историческом музее, был похищен в 1969 году анархистами из организации OPR-33, использовавшей в своём названии отсылку к Тридцати трём Ориенталес. Последний раз оригинальный флаг видели в 1975 году, с той поры его судьба неизвестна.

## Использование
В соответствии с декретом № 557/976 президента Республики Уругвай, Флаг Тридцати трёх Ориенталес должен размещаться наряду с национальным флагом Уругвая и флагом Артигаса на государственных зданиях Уругвая по национальным праздникам.